# Muggio
Muggio è una frazione di 211 abitanti del comune svizzero di Breggia, nel Canton Ticino (distretto di Mendrisio).

## Geografia fisica
Muggio si trova nell'omonima valle, la più meridionale della Svizzera formata dal medio corso del torrente Breggia, della quale era considerato capoluogo.

## Storia

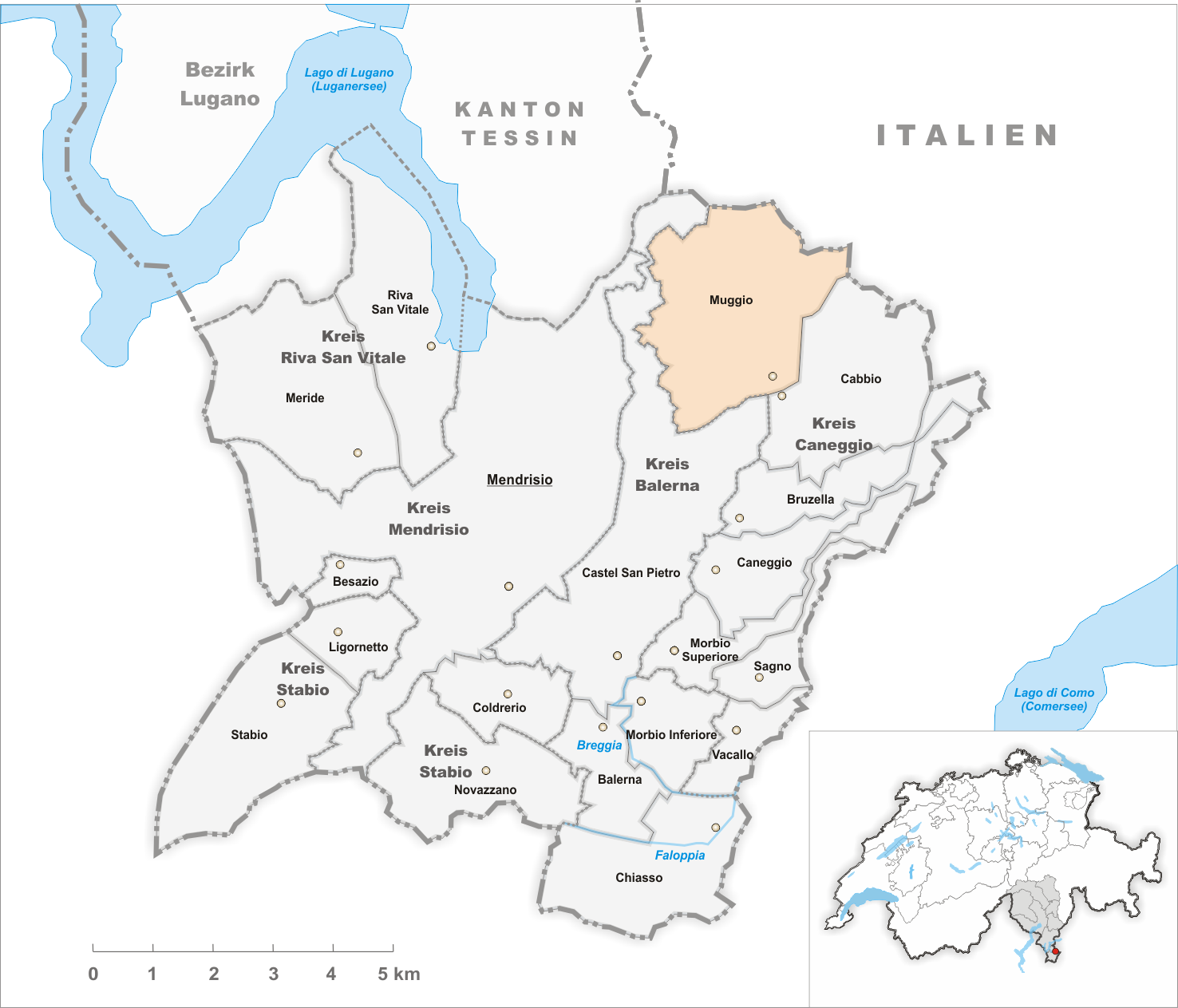
Il territorio del comune di Muggio prima degli accorpamenti comunali del 2009

Già comune autonomo che si estendeva per 8,4 km², nel 2009 è stato accorpato agli altri comuni soppressi di Bruzella, Cabbio, Caneggio, Morbio Superiore e Sagno per formare il comune di Breggia.
Nel XV secolo gli artigiani di Muggio si specializzarono nella realizzazione di lunghi remi di legno per la flotta militare del ducato di Milano.
Dal 2016 il borgo è membro dell'associazione "I borghi più belli della Svizzera".

## Monumenti e luoghi d'interesse

### Architetture religiose

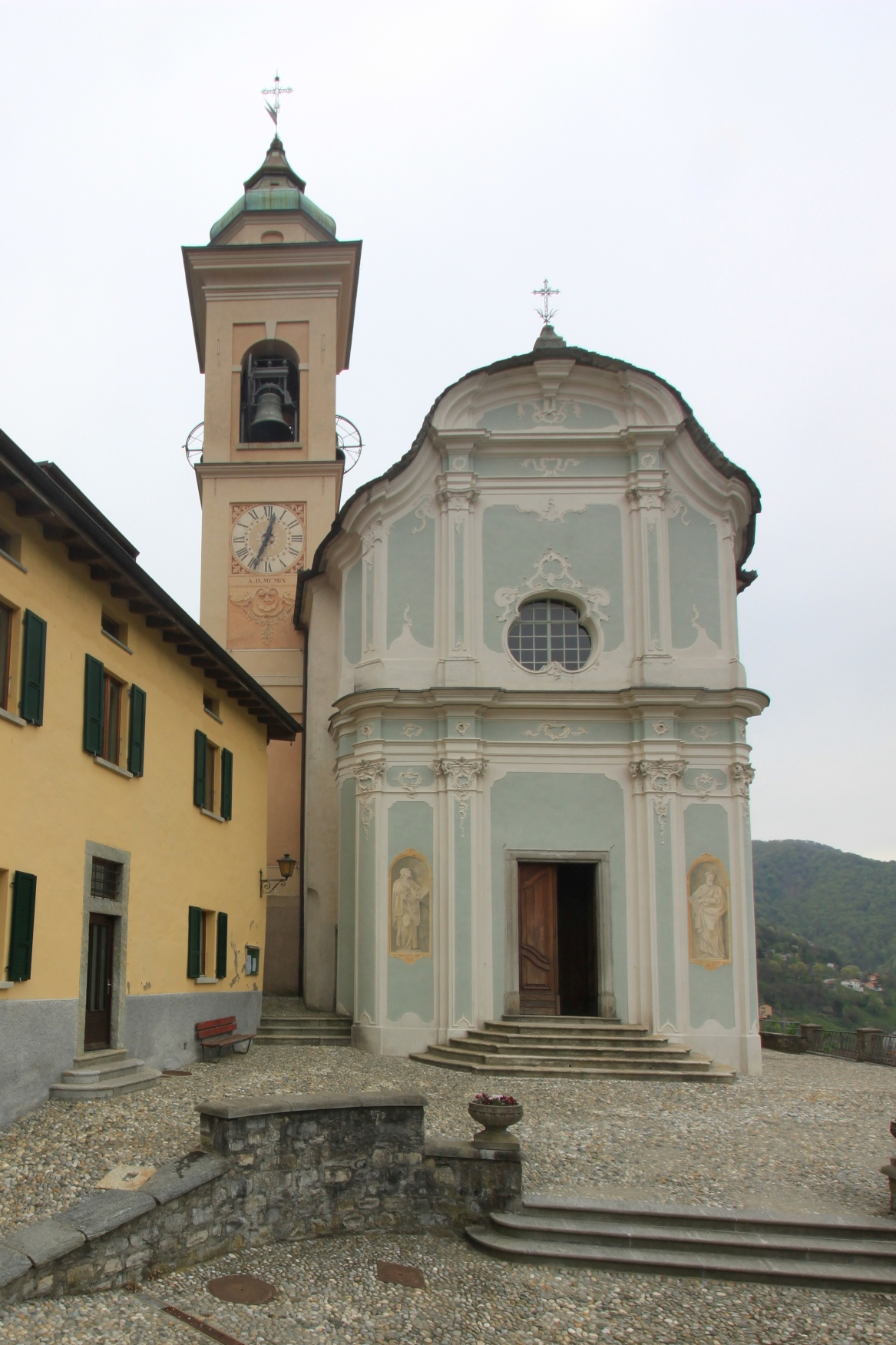
La chiesa parrocchiale di San Lorenzo

- Chiesa parrocchiale di San Lorenzo, attestata dal 1578[2];
- Oratorio di San Giovanni Battista, attestato dal 1582[3];
- Cappella votiva nel centro storico, dotata di timpano semicircolare[senza fonte].

### Architetture civili
- Casa Cantoni-Fontana, eretta nel XVIII secolo[4];
- Nevera[senza fonte];
- Due roccoli, in località Meri e in località Pianspessa[senza fonte];
- Due Fontane realizzate nel 1838 in stile neoclassico da Luigi Fontana: entrambe sono dotate di colonnati, in un caso nell'abbeveratoio e nell'altro nel lavatoio[senza fonte].

## Società

### Evoluzione demografica
L'evoluzione demografica è riportata nella seguente tabella:
Abitanti censiti

## Amministrazione
Ogni famiglia originaria del luogo fa parte del cosiddetto comune patriziale e ha la responsabilità della manutenzione di ogni bene ricadente all'interno dei confini della frazione.